# Amador Bueno, o Moço
Amador Bueno, o Moço (1611 — 1683) foi um bandeirante durante o Brasil Colonial, filho de Amador Bueno de Ribeira, o Aclamado.
Foi casado com Margarida de Mendonça, filha de Francisco de Mendonça.
Como bandeirante fez diversas entradas para conquista de índios e pesquisa de minas. Aos dezessete anos, em 1628 integrou a bandeira de Antônio Raposo Tavares ao Guairá; esteve na de 1637-9 com seu irmão, Antônio Bueno, que foi aos sertões do sul, bandeira que assaltou a província do Tape e era chefiada por seu tio Francisco Bueno.
Em 1641 foi ao Reino de Portugal, com Luís da Costa Cabral e Belchior de Borba Gato em missão oficial da Câmara Municipal de São Paulo junto ao seu Rei.
Foi juiz de órfãos de São Paulo em 1647.